# 生野站 (兵庫縣)

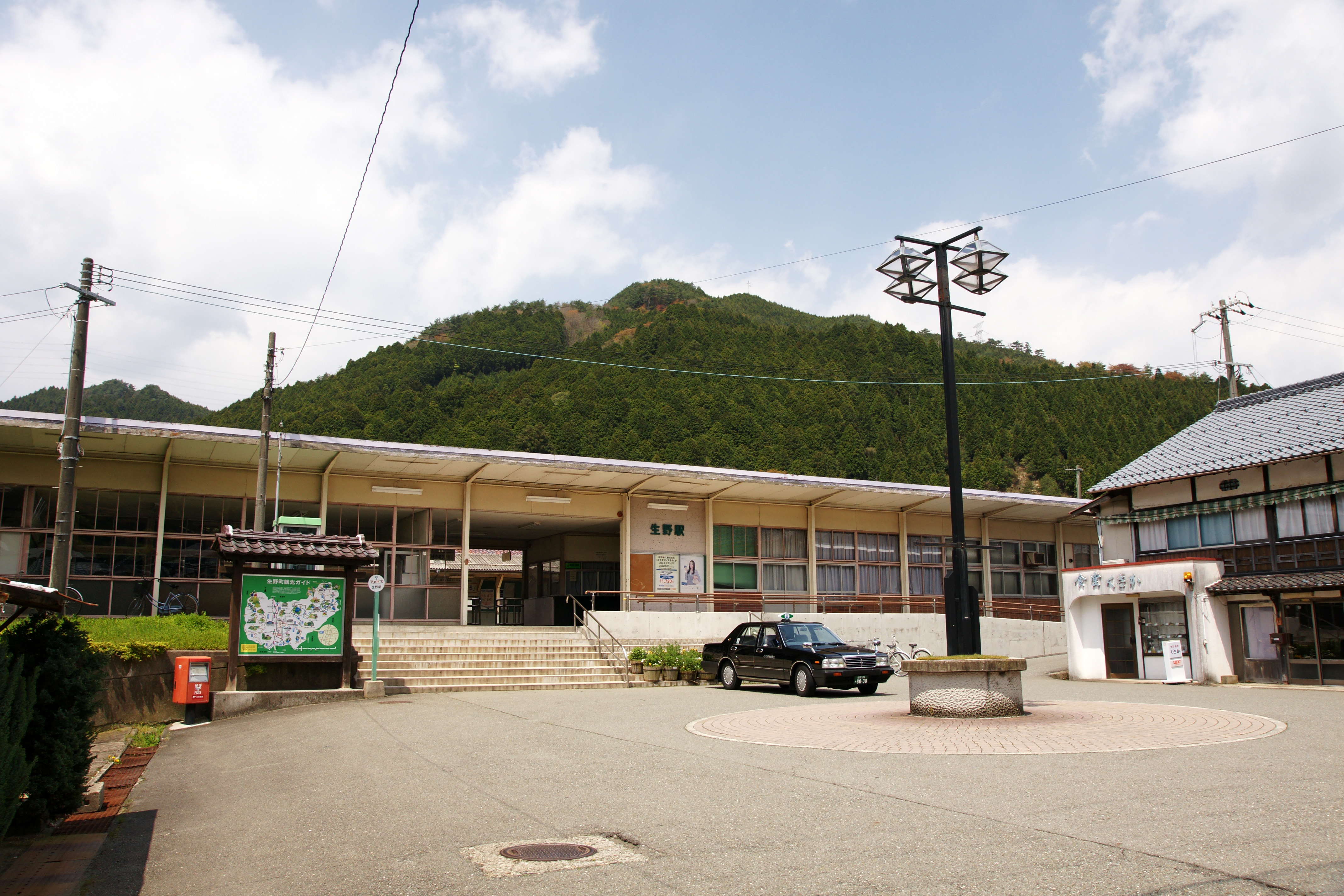
東出口（2010年4月）

生野站（日语：／ Ikuno eki */?）是位於兵庫縣朝來市生野町口銀谷字中筋229番1號，西日本旅客鐵道（JR西日本）的播但線車站。

## 歷史
- 1895年（明治28年）4月17日 - 播但鐵道（日语：播但鉄道）長谷站至此站開通，此站啟用[1]。開始提供旅客和貨運服務。
  - 當時車站地址為兵庫縣朝來郡生野町（日语：生野町）口銀谷。
- 1901年（明治34年）8月29日 - 播但鐵道此站至新井站開通，車站向南遷移300米[1]。
- 1903年（明治36年）6月1日 - 播但鐵道轉讓營業權至山陽鐵道，成為山陽鐵道車站。
- 1906年（明治39年）12月1日 - 根據鐵道國有法（日语：鉄道国有法），山陽鐵道被國有化，成為官設鐵道車站。
- 1909年（明治42年）10月12日 - 制定路線名稱，此站成為播但線車站。
- 1960年（昭和35年） - 翻新東出口車站大樓[1]。
- 1973年（昭和48年）4月1日 - 結束貨物起卸業務。
- 1987年（昭和62年）4月1日 - 伴隨國鐵分割民營化，車站由西日本旅客鐵道（JR西日本）營運。
- 2005年（平成17年）4月1日 - 隨著朝來市成立，車站地址變為現時地址。
- 2009年（平成21年）4月1日 - 新設西出口車站大樓[1][2]。
- 2021年(令和3年）春天（預定） - 此站可使用IC卡「ICOCA」。

## 車站構造

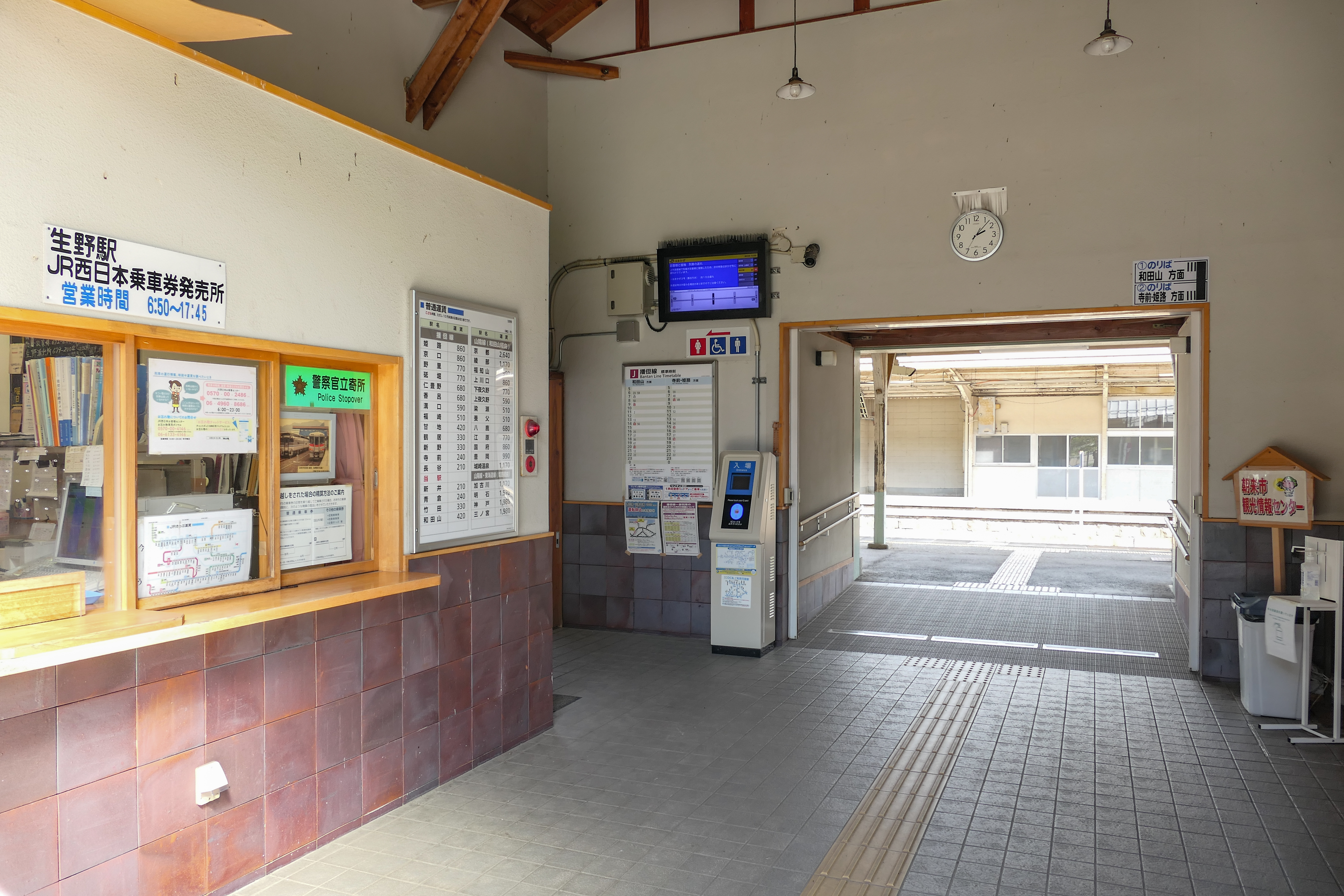
西檢票口（2023年9月）

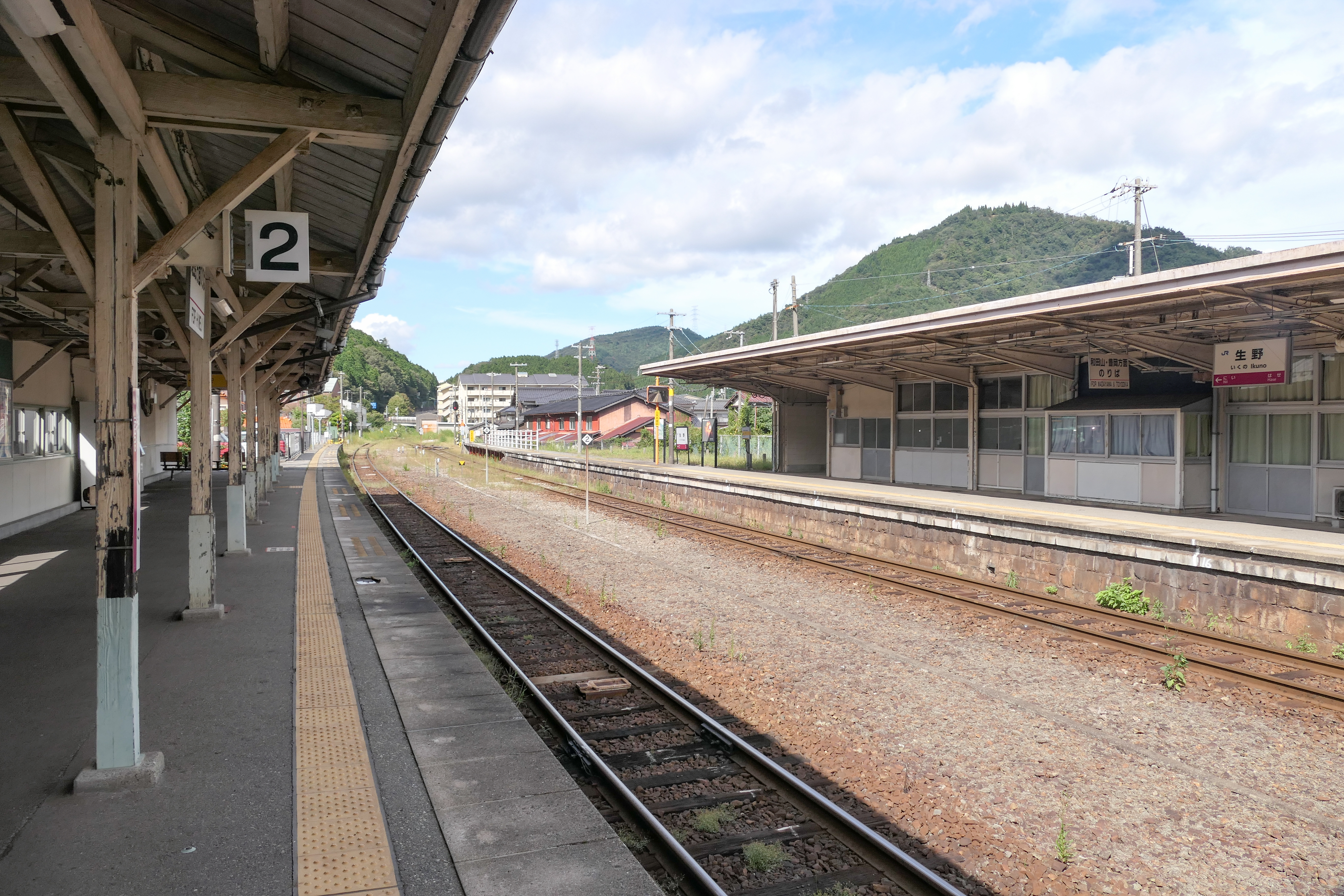
月台（2023年9月）

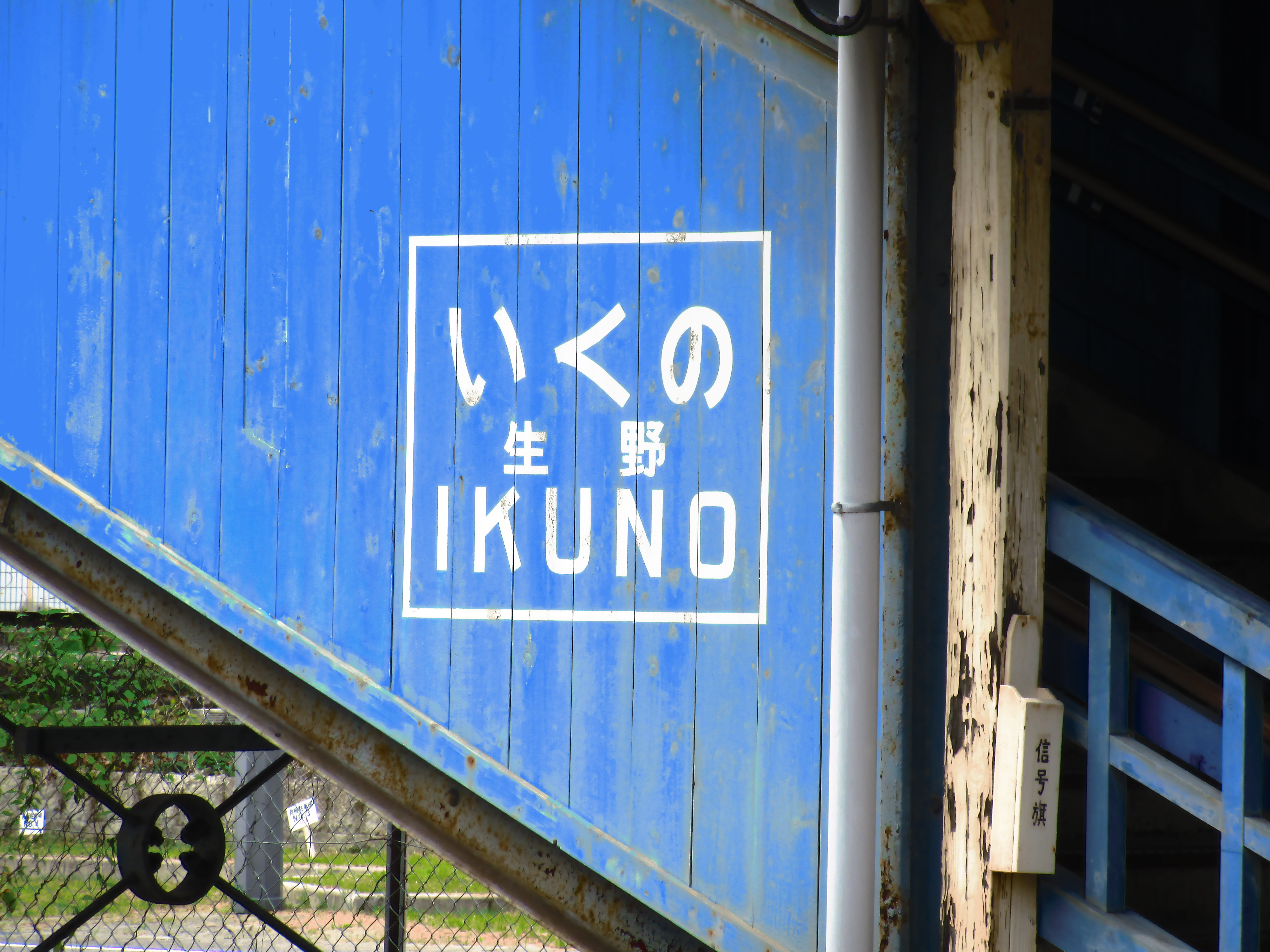
跨線橋與站名標（2015年8月）

車站是一座地面車站，設有2面2線的相對式月台，可進行列車交會。車站大樓設有西出口（姬路方向月台）和東出口（和田山方向月台）兩處，月台之間設有跨線橋連接。此站配線為一線通過結構，信號機只設於單邊，因此月台設有方向性。車站曾經在一段時期成為無人車站。此站是由福崎站管理的簡易委託車站。在早上至黃昏前設有車站職員於西出口車站大樓內當值，該大樓在2009年3月竣工。在2021年春天，此站預計可以使用ICOCA等交通系IC卡。此站在日本中為少有靠右行駛月台配置（即是列車進站時使用靠右的月台）。在2010年（平成22年）4月，位於西出口車站大樓內開設了朝來市觀光情報中心。

### 月台
| 月台 | 路線   | 上下行 | 方向           |
| ---- | ------ | ------ | -------------- |
| 1    | 播但線 | 下行   | 和田山方向     |
| 2    | 播但線 | 上行   | 寺前、姬路方向 |

## 使用狀況
根據「兵庫縣統計書」，2016年（平成28年）度1日平均乘車人次為273人。
以下為近年1日平均乘車人次列表。
| 年度   | 1日平均 乘車人次 |
| ------ | ---------------- |
| 1999年 | 569              |
| 2000年 | 565              |
| 2001年 | 541              |
| 2002年 | 528              |
| 2003年 | 510              |
| 2004年 | 489              |
| 2005年 | 472              |
| 2006年 | 457              |
| 2007年 | 441              |
| 2008年 | 453              |
| 2009年 | 392              |
| 2010年 | 361              |
| 2011年 | 293              |
| 2012年 | 259              |
| 2013年 | 246              |
| 2014年 | 249              |
| 2015年 | 267              |
| 2016年 | 273              |

## 車站周邊
- 銀山街回廊（日语：銀山まち回廊）
  - 但陽信用金庫會館（日语：但陽信用金庫会館）（但陽美術館、但陽會館）
  - 生野書院
  - 生野礦井
  - 舊生野警署[1]
  - 生野義舉（日语：生野の変）碑（前生野代官所蹟）
  - SUMCO生野俱樂部
  - 舊吉川家住宅
  - 舊生野礦山社宅（甲社宅）
- 史蹟生野銀山（日语：生野銀山）（從此站轉乘神姬綠巴士（日语：神姫グリーンバス）前往喜樂苑或黑川的巴士路線，於生野銀山口下車）
- 播但連絡道路 生野匝道

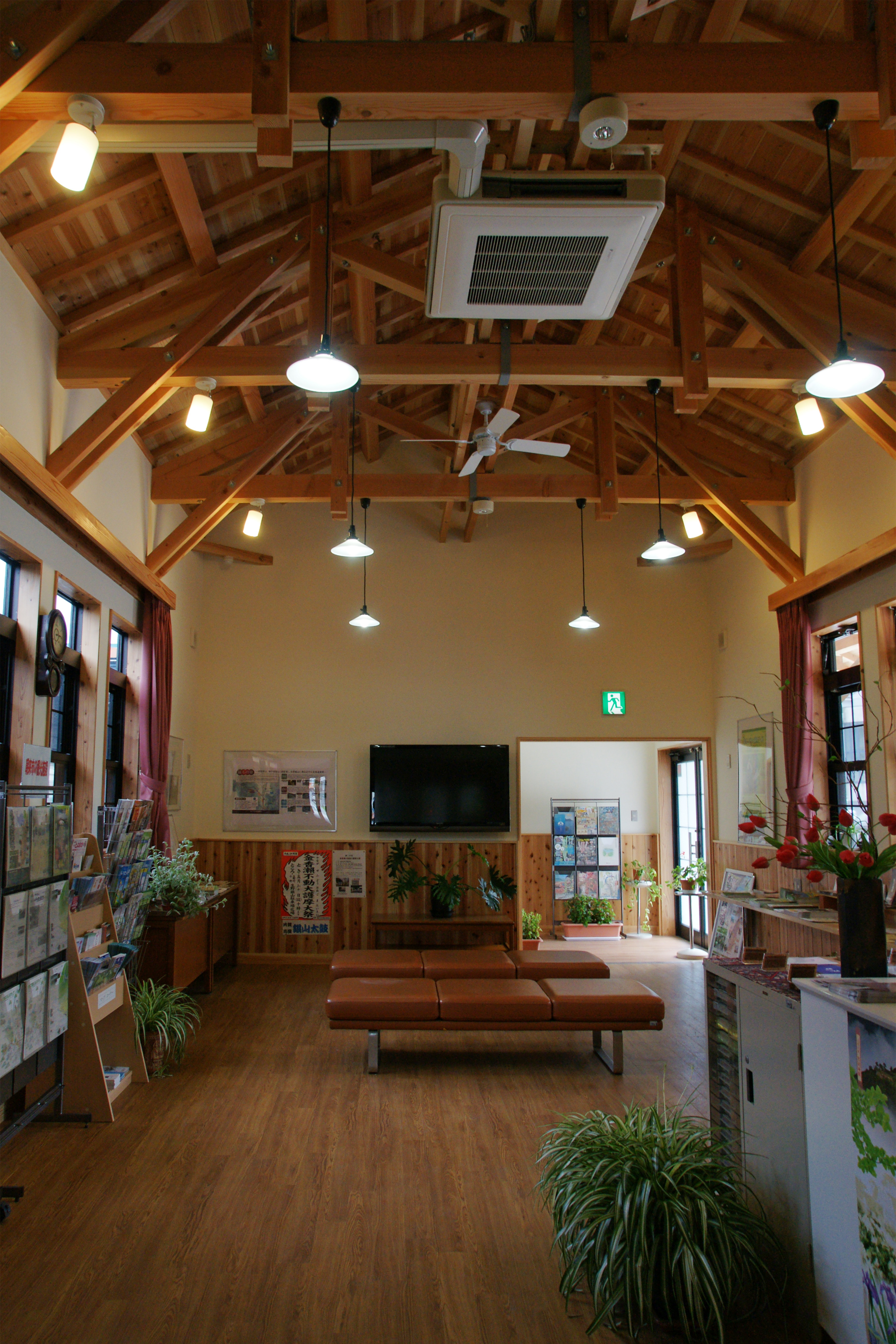
西出口的朝來市觀光情報中心
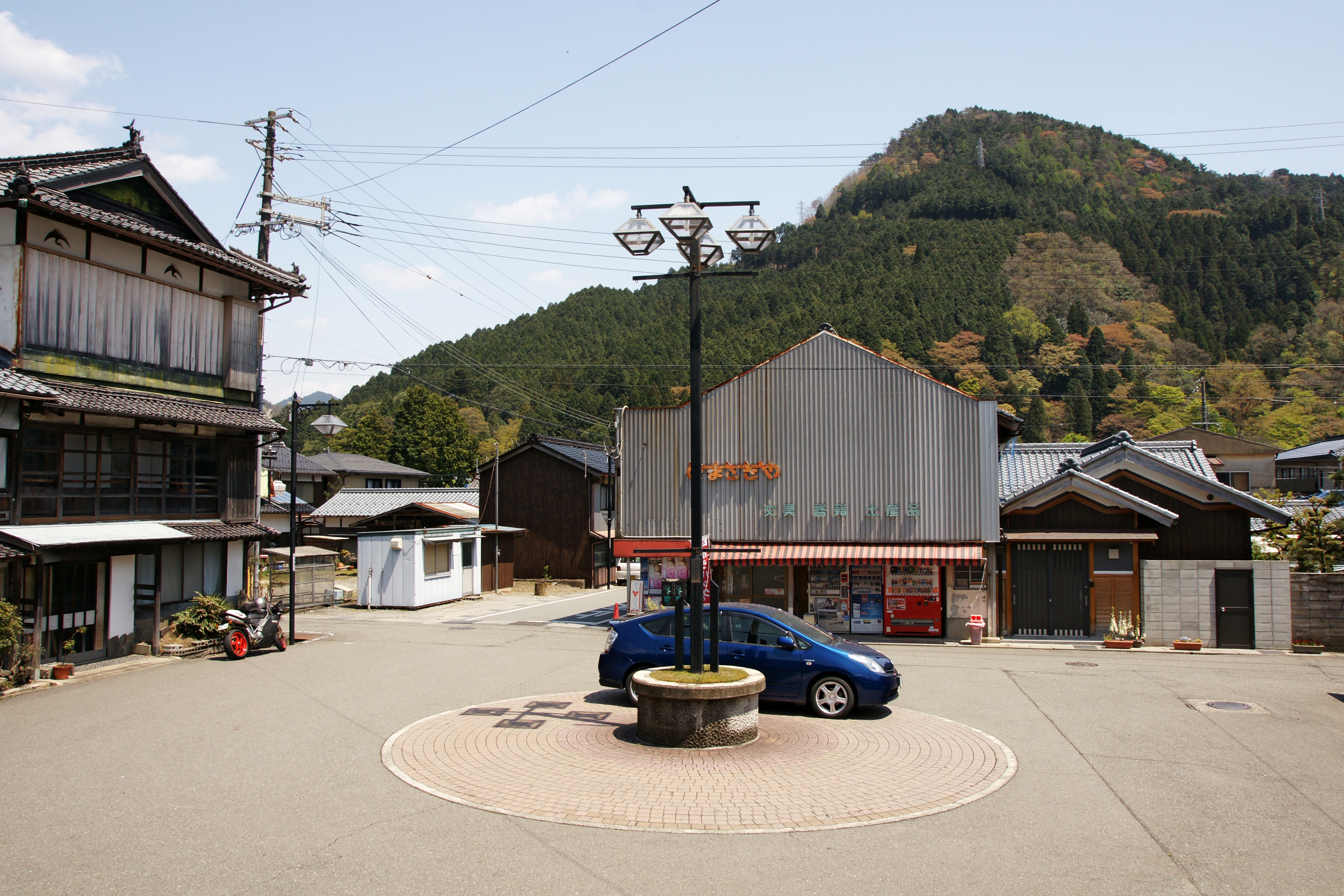
東出口站前迴旋路

## 巴士路線
巴士站名稱 生野站西口（神姬、全但）
- 神姬綠巴士（日语：神姫グリーンバス）
前往生野學園（日语：生野学園中学校・高等学校）
前往黑川、喜樂苑
前往粟賀營業所、新野站
- 全但巴士（日语：全但バス）
前往和田山站、八鹿站
夢但馬周遊巴士「但馬迴」

## 相鄰車站
西日本旅客鐵道（JR西日本）
 播但線
- 特急「濱風」停車站

■快速
寺前－生野－新井
■普通
長谷－生野－新井

## 注腳
1. 1 2 3 4 5 6 7 8 9 10 11 12 13 14  . 神戸新聞総合出版センター. 2011-12-15: 161. ISBN 9784343006028 （日语）.
2. ↑   (PDF). 広報朝来 (朝来市). 2009-06-01: 5  [2019-01-08]. （原始内容存档 (PDF)于2019-01-27） （日语）.
3. ↑  . 朝日新聞 (朝日新聞社). 2010-05-03: 17（大阪地方版・但馬） （日语）.
4. ↑  兵庫県統計書 （页面存档备份，存于）（日語）

## 外部連結
- 生野｜車站資訊：JR出門網 - 西日本旅客鐵道（日語）